# Laboratori Subterrani de Canfranc
El Laboratori Subterrani de Canfranc (Laboratorio Subterráneo de Canfranc, LSC) és un laboratori soterrat creat el 2006 concebut per a dur a terme experiments de física de partícules i astrofísica. L'entrada principal del laboratori és a 3,3 km des del costat espanyol del túnel ferroviari de Somport, a Canfranc (Aragó).
És l'únic laboratori subterrani a Espanya i és el producte d'un consorci entre el Ministeri de Ciència i Innovació (antic Ministeri d'Educació i Ciència), el Govern d'Aragó i la Universitat de Saragossa.
Està sota un cim dels Pirineus anomenat el Tobazo, el qual proporciona protecció contra els raigs còsmics equivalent a aquell que proporcionarien 2.450 metres d'aigua. En l'actualitat, en aquest laboratori estan duent-se a terme els següents experiments, que recerquen partícules massives d'interacció feble (en anglès, WIMP's, Weakly Interacting Massive Particles), hipotètiques partícules candidates a matèria fosca:
- IGEX-DM, experiment que pretén detectar les partícules de matèria fosca a partir de les seues interaccions amb els nuclis de germani del detector.
- ANAIS, experiment de centellejadors que investiga els efectes modulatoris estacionals de les WIMP's.
- ROSEBUD (de l'anglès, Rare Objects SEarch with Bolometers UndergrounD), experiment que pretén detectar directament la matèria fosca a partir de l'energia de retrocés transferida als nuclis del detector per la interacció de dispersió elàstica entre una WIMP i un nucli.

## Experiments en construcció
- BiPo
- NEXT
- Proves de SUPERK-GD